# Linea Rapida Tōyō
La linea rapida Tōyō (東葉高速線?, Tōyō Kōsoku-sen) è una ferrovia suburbana operata dalla Ferrovia Rapida Tōyō situata a est di Tokyo, interamente nella prefettura di Chiba in Giappone. Essa unisce la stazione di Nishi-Funabashi a Funabashi con quella di Tōyō-Katsutadai a Yachiyo. Il nome Tōyō (東葉?) deriva dalle città che collega, 東京 (Tōkyō) e 千葉 (Chiba).
La ferrovia è sostanzialmente un'estensione della linea Tōzai della metropolitana di Tokyo.
In futuro è prevista un'estensione fino alla stazione di Sakura sulla linea principale Sōbu della JR East.

## Dati principali
- Operatore: Ferrovia rapida Tōyō
- Lunghezza: 16,2 km
- Gestione: Ferrovia rapida Tōyō
- Scartamento: 1067 mm
- Stazioni: 9 (capolinea inclusi)
- Binari: Interamente a doppio binario
- Elettrificazione: 1,500 V CC
- Sistema di blocco: Controllo automatico del treno (WS-ATC)
- Velocità massima: 100 km/h
- Deposito: Yachiyo Midorigaoka

## Servizi e stazioni

### Servizi
La maggior parte dei treni sono dei "Locali" che fermano a tutte le stazioni. Sono presenti la mattina e la sera anche dei rapidi che saltano alcune stazioni minori.
Locale (各駅停車?, Kakueki teisha)
Ferma in tutte le stazioni della linea e prosegue come rapido sulla linea Tōzai, disponibile solo la mattina
Rapido pendolari (通勤快速?, Tsūkin kaisoku) (RP)
Ferma su tutte le stazioni della linea e prosegue come rapido sulla linea Tōzai fra le stazioni di Nishi-Funabashi e Urayasu.
Rapido (快速?, Kaisoku) (R)
Ferma su tutte le stazioni della linea e prosegue come rapido sulla linea Tōzai fra le stazioni di Nishi-Funabashi e Tōyōchō.

## Stazioni
| Num.                                                                 | Stazione              | Giapponese   | Collegamenti                                                  | Posizione | Posizione |
| -------------------------------------------------------------------- | --------------------- | ------------ | ------------------------------------------------------------- | --------- | --------- |
| Servizio diretto proveniente dalla linea Tōzai, via linea Chūō-Sōbu. |                       |              |                                                               |           |           |
| TR01                                                                 | Nishi-Funabashi       | 西船橋       | Linea Tōzai ■ Linea Chūō-Sōbu ■ Linea Musashino ■ Linea Keiyō | Chiba     | Funabashi |
| TR02                                                                 | Higashi-Kaijin        | 東海神       |                                                               | Chiba     | Funabashi |
| TR03                                                                 | Hasama                | 飯山満       |                                                               | Chiba     | Funabashi |
| TR04                                                                 | Kita-Narashino        | 北習志野     | Linea Shin-Keisei                                             | Chiba     | Funabashi |
| TR05                                                                 | Funabashi-Nichidaimae | 船橋日大前   |                                                               | Chiba     | Funabashi |
| TR06                                                                 | Yachiyo-Midorigaoka   | 八千代緑が丘 |                                                               | Chiba     | Yachiyo   |
| TR07                                                                 | Yachiyo-Chūō          | 八千代中央   |                                                               | Chiba     | Yachiyo   |
| TR08                                                                 | Murakami              | 村上         |                                                               | Chiba     | Yachiyo   |
| TR09                                                                 | Tōyō-Katsutadai       | 東葉勝田台   | Linea Keisei principale (Katsutadai)                          | Chiba     | Yachiyo   |

## Tariffe
La linea è nota come una delle ferrovie private più costose del Giappone. Il motivo è dovuto al periodo di costruzione, coincidente con la bolla economica del Giappone dei primi anni novanta. La linea infatti aprì subito dopo l'esplosione della bolla e per questo l'utilizzo della linea, e quindi il profitto era molto inferiore alle aspettative. L'attuale prezzo di partenza dei viaggi sulla linea al 2010 è di 200 yen. Facendo un confronto con altre compagnie, il biglietto di partenza della Tōkyū è di 120 ¥, quello della JR East di 130 ¥ e quello della Tokyo Metro di 160 ¥. Tuttavia altre linee recentemente costruite hanno prezzi analoghi, come la Ferrovia Rapida di Saitama con i suoi 210 ¥ per il prezzo minimo, la Ferrovia Hokusō e la linea Rinkai a 200 ¥.